# 月刊ニュータイプ
『月刊ニュータイプ』 (Newtype) は、KADOKAWA（角川書店ブランド）が発行するアニメ雑誌。1985年3月8日（4月号）創刊。毎月10日発売。

## 概要
アニメ映画『カムイの剣』の劇場公開に併せて、メディアミックスの１つとして創刊された。
アニメ雑誌『アニメック』の副編集長だった井上伸一郎がフリーのライターとして角川書店のテレビ雑誌『ザテレビジョン』のアニメコーナーを担当し、1984年には『ザテレビジョン』別冊でアニメ『重戦機エルガイム』のムックを出版するなど実績を積んだうえで創刊された。初代編集長は佐藤良悦。
大判でビジュアルを前面に出した誌面が本誌の最大の特徴であり、アニメ以外にも音楽や実写映画の情報を取り入れた新しいビジュアル誌というコンセプトで総合カルチャー誌的な構成となっている点で異彩を放った。本誌あるいは別冊の『コミックGENKi』で漫画連載も行い、これらはメディアミックスの一環となった。角川書店が1994年初めに一回だけ刊行した『少年キッズ』も、名義上は『ニュータイプ』の増刊である。
社会現象を産んだ『機動戦士ガンダム』の続編として鳴り物入りで制作された『機動戦士Ζガンダム』のスタートと並行して創刊すると共に強力なタイアップをおこない、創刊号は表紙から巻頭特集その他、『Ζガンダム』一色で盛り上げられたうえに価格は380円と、小学生から高校生女子向けに設定された『アニメディア』（学習研究社→学研パブリッシング）と同等の、破格の安さだった。従来、紙媒体でガンダムシリーズの情報を発信するメディアは講談社だけだったが、以後は市場に角川書店が積極的に介入するようになり、初の劇場オリジナル作品『機動戦士ガンダム 逆襲のシャア』では、ついに製作者の1つに名を連ねることになる。ガンダムシリーズの原作者の富野由悠季によるノベライズ『小説 機動戦士ガンダム』(1)〜(3)も、版元がソノラマ文庫から角川スニーカー文庫に移籍した。
創刊号の発売前月には関係者向けにプレ創刊号「0号」が配布されたほか、創刊号の発売月にはコンビニ流通もおこなわれた。0号の表紙は『聖戦士ダンバイン』に登場するチャム・ファウ、創刊号の表紙は『Ζガンダム』に登場するガンダムMk-IIと、いずれもサンライズのアニメであり、創刊当初は『アニメック』『ザテレビジョン』の流れからサンライズ作品に強かった。メディアミックスの一環として同誌掲載作品が角川グループでアニメ化されたり、同グループ内のアニメを大きく取り扱うことも多い。
創刊後、それまでトップだった徳間書店の『アニメージュ』に代わって部数がトップとなる。特に『新世紀エヴァンゲリオン』がブームになった1990年代半ばにはアニメ雑誌としては前代未聞の40万部を記録し、大判のビジュアルというコンセプトはその後に創刊されたアニメ雑誌にも影響を与え、老舗の『アニメージュ』までが1998年に『ニュータイプ』に倣ったリニューアルを行なっている。もうひとつの競合誌に当たる『アニメディア』も2010年4月号から『ニュータイプ』と同様の判型（A4ワイド）に変更している。
2002年11月より、主に日本語から英語に翻訳された記事からなる北米版ニュータイプ（ニュータイプUSA）が発売されたが、部数が伸び悩み（5万から7万部と見られる）、2008年2月号をもって北米版は廃刊となった。他の海外版である韓国版は引き続き発売されている。
2013年5月号は『ファイブスター物語』の9年ぶりの連載再開第1回となった影響から発売後3日で完売し、アニメ雑誌としては異例の重版が決定された。
2013年10月号をもって（発売元での）角川書店としての販売が終了し、11月号からKADOKAWAからの発売に移行した。

## 現在連載中の漫画
- ファイブスター物語（永野護）
- Fate/ステイナイトカフェ 〜cafeに集う英霊達〜（ufotable）

## その他の漫画（読みきりなど）
- R20 歯車のある街（貞本義行）
- 機動戦士ガンダム00 wanderer（高河ゆん）
- 孤島の鬼（たかはまこ、貞本義行）
- 新世紀エヴァンゲリオン（貞本義行） ※別冊・再掲
- ぷちえゔぁ（濱元隆輔） ※別冊
- 魔法遣いに大切なこと（よしづきくみち）
- 氷菓（タスクオーナ）

## 連載された漫画
- UN-GO episode:0 因果論（pako）
- 精霊使い（岡崎武士）
- エンジェルコップ（北崎拓）
- エンジェルダスト（七瀬葵）
- ガンダムSEED club4コマ エターナル（A's まりあ）
- ガンヘッド（麻宮騎亜）
- 木島日記（森美夏）
- 鴻鵠館1301（加倉井ミサイル）
- こばと。（CLAMP）
- 上海丐人賊（草薙琢仁）
- 贖いの聖者（白倉由美）
- はじまりのグラシュマ（スエカネクミコ）
- パワードール（松原あきら）
- B型同盟（高河ゆん）
- フール・フォー・ザ・シティ（永野護）
- 北神伝綺（森美夏）
- 魔女レーナマジョり〜な（石田敦子）
- マリオネットジェネレーション（美樹本晴彦）
- ロードス島戦記 ファリスの聖女（山田章博）
- 妖怪妖恋譚（青樹総）
- 妖刀伝（大貫健一）
- 聖獣伝承ダークエンジェル（麻宮騎亜）
- 不思議の国の美幸ちゃん（CLAMP）
- FOR THE BARREL "1984"（コヤマシゲト）
- マハラジャ　Maharaja（橋本正枝）
- ラグーンエンジン・アインザッツ（杉崎ゆきる）
- 4じてん。（平尾リョウ）
- Fate/ゼロカフェ~Fate/Zero cafeに集う英霊達~（ufotable）
- 悪魔のリドル（作画 南方純、原作 高河ゆん）
- Helvetica Standard（あらゐけいいち）
- <harmony/>(原作 伊藤計劃、作画 三港文)
- 虐殺器官(原作 伊藤計劃、作画 麻生我等)

## 連載された小説
- ガイア・ギア（富野由悠季）
- ファウ・ファウ物語（リストリー）（富野由悠季）
- 6億kmの燐光（宇童ケン、イラスト＆設定 カトキハジメ）
- equal ガネシス（高橋良輔）
- 作者消失（赤川次郎、イラスト 村田蓮爾）
- フォー・ザ・バレル（ストーリー 大塚ギチ、原作 富野由悠季）
- シャングリ・ラ（池上永一、イラスト 吉田健一）
- BEATLESS（長谷敏司、イラスト redjuice）
- 忘れさせてよ、後輩くん。(あまさきみりと、イラスト へちま)

## 発行部数
- 2004年（2003年9月 - 2004年8月） 182,500部[14]
- 2005年（2004年9月 - 2005年8月） 185,833部[14]
- 2006年（2005年9月 - 2006年8月） 165,583部[14]
- 2007年（2006年9月 - 2007年8月） 152,750部[14]
- 2008年（2007年10月 - 2008年9月） 157,750部[14]

|        | 1〜3月     | 4〜6月     | 7〜9月     | 10〜12月   |
| ------ | ---------- | ---------- | ---------- | ---------- |
| 2008年 |            | 157,000 部 | 161,000 部 | 173,334 部 |
| 2009年 | 159,334 部 | 155,334 部 | 155,000 部 | 150,000 部 |
| 2010年 | 130,000 部 | 128,334 部 | 126,667 部 | 123,334 部 |
| 2011年 | 122,334 部 | 118,000 部 | 113,334 部 | 110,000 部 |
| 2012年 | 103,000 部 | 101,667 部 | 89,334 部  | 80,334 部  |
| 2013年 | 74,334 部  | 82,000 部  | 79,334 部  | 77,667 部  |
| 2014年 | 78,334 部  | 72,334 部  | 61,334 部  | 58,834 部  |

## 別冊・増刊漫画誌

### コミックGENKi
ニュータイプ本誌の別冊として付録された漫画誌。1987年に発行された第一号目は『コミックニュータイプ』と題された。1990年代に入ると、『GENKiの素』『GENKi-R』などの名称で付録された。少年漫画と少女漫画が折衷したようなラインナップだった。本誌と同じく、メディアミックス企画による漫画が多い。

### コミックニュータイプ
上記の『コミックGENKi』を、1995年にリニューアルして創刊した。ニュータイプ本誌や、コミックGENKiで連載されていた漫画を中心とした季刊雑誌。「Comic Newtype」とも表記される。のちに『エースダッシュ』と統合する形で『エースネクスト』へと移行した（現在は『エースアサルト』と『月刊コンプエース』）。今後「コミックニュータイプ」の名義で、別冊や増刊が刊行されるかは不明である。2016年7月1日にオープンされたウェブコミック配信サイト『コミックNewtype』とは別物で、そちらは既存のニコニコエースとWebNewtypeを統合したサイトの名称である。
連載作品
- あちこちまんゆうき（いのまたむつみ）
- イクサー伝説（平野俊弘）
- 宇宙X兵衛（吉崎観音）
- 学園特警デュカリオン（CLAMP）
- くららシェイク（加藤雅基）
  - くららシェイク - マンガ図書館Z（外部リンク）

- 原子巨神禅王（うしだゆうじ）
- スーパー西遊記（永井豪）
- ジャイアントロボ（水田麻里）
- セイバーキャッツ（山本貴嗣）
- 超新化エナス（高河ゆん、原作：平野俊弘）
- 罪と罰（士貴智志）
- 20面相におねがい!!（CLAMP）
- 八犬伝（碧也ぴんく）
- FROM THE VILES（うしだゆうじ）
- ホットジャンクション（加藤雅基）
- ムーンプリンセス（垣野内成美）
- メデューサ・ブレード（長谷川裕一）
- RIOT（士貴智志）
- リリカルかれんちゃん（岡崎武士）
- 妖刀伝（大貫健一）
- わがまMAGIC（ふうま漣）
- SPARKS!（いづなよしつね）
- ルウ・ガル（姫川明）
- GUNDAM FIX（カトキハジメ）

## 姉妹誌
ボイスニュータイプ（VOICE Newtype）
徳間書店で『ボイスアニメージュ』（VOICE ANIMEGE）の編集長を務めていた古林英明が角川書店へ移籍した時に、同誌をそのまま角川に持ち込む形で2002年6月に創刊。季刊を経て2006年より隔月刊化。雑誌コード上は『ガンダムエース』誌の増刊である。
NEWTYPE THE LIVE 特撮ニュータイプ
平成ライダーの復活とシリーズ化、『ウルトラマンコスモス』の放送を受けて、特撮ヒーロー作品にイケメン男性俳優の登場頻度が高まり、それと共に女性ファンが急増した事に合わせて、角川書店のアニメ・コミック事業部部長だった井上伸一郎によって2001年に創刊された。
NewWORDS
2005年11月に『月刊ニュータイプ』の増刊として創刊。創刊号には付録として『BLOOD+』第1話を収録した携帯ゲーム機PSP用のUMDが付属していた。
Newtype Romance ニュータイプ・ロマンス
2006年7月創刊。女性向け指向の季刊誌。「ニュータイプ・ロマンス 2010 SPRING」を最後に休刊した。
CLAMP Newtype クランプニュータイプ
Newtype mk.II ニュータイプ・マークツー
Newtype.com ニュータイプ・ドットコム

## WEBサイト
アニメNewtypeチャンネル（変更前）→WebNewtype（変更後）
当初は、2007年7月25日にオープンしたアニメや声優コメントなどの映像配信が中心のサイト『アニメNewtypeチャンネル』だった。「月刊ニュータイプ」オススメのアニメ作品を中心に配信。2011年1月に有料動画配信サービス終了し、アニメに関する最新ニュースとレポート配信サイトとして『WebNewtype』に名称変更。
コミックNewtype
2016年7月1日にオープンしたウェブコミック配信サイトである。同社の既存のウェブコミック配信サイトのニコニコエースをWebNewtypeに統合したのが本サイトなので、増刊漫画誌の『コミックニュータイプ』とは名称・読み方の同じ別物。

## 関連書籍
ニュータイプ100%コミックス
本誌連載作の単行本レーベル。
ニュータイプ100%コレクション
ニュータイプ掲載の特集記事などをまとめたムックシリーズ。
- 野村宏伸写真集 (1986/3)
- 火の鳥 1986/12)
- バイシクルウインド (1987/7)
- 機動戦士ガンダム 逆襲のシャア (1988/3)
- マシンロボ (1988/5)
- 花のあすか組! TVバージョン (1988/7)

NEWTYPE ILLUSTRATED COLLECTION
ニュータイプ掲載のイラストなどをまとめた画集シリーズ。
- 若草物語 ナンとジョー先生 (1994/04)
- NEUTRAL 杉崎ゆきる画集 / 杉崎ゆきる (1999/02)
- GUNDAM FIX / カトキハジメ (1999/04)
- MADOKA 高田明美画集 / 高田明美 (2001/03)